# 法兰垫圈
法兰垫圈，是用于法兰间相结合的缓冲物件，由于坚硬材质的法兰直接连接会造成输送液体的渗漏，因此在法兰连接处需要用相对有弹性的垫圈作为缓冲，以保证法兰连接的严密性。